# モハメド・リバン
モハメド・イッサ・リバン (1985年10月30日 - 、英:Mohamed Issa Liban)はジブチ出身のサッカー選手。ポジションはMF。ジブチ代表に選出されている。